# Адьего, Игнасио-Хавьер
Игнасио-Хавьер (Иньяси-Шавьер) Адьего Лахара — каталонский лингвист, специалист по сравнительно-историческому языкознанию, индоевропеистике и языках Европы периода античности.

## Биография
Защитил в Барселонском университете (1990) диссертацию на степень доктора филологии «Карийский язык», в которой уточнил дешифровку карийской письменности, предложенную Дж. Рэем. В настоящее время возглавляет в университете кафедру индоевропейских языков.
В сферу основных интересов входят анатолийские языки и языки древней Италии (латинский, италийские и этрусский). Внёс вклад в интерпретацию этрусских текстов и в установление генетических связей внутри италийской группы языков. Является сторонником индо-хеттской гипотезы, для которой он предлагает более осторожное название «гипотеза раннего отделения» (анатолийских языков от прочих индоевропейских).
Ещё одной сферой интересов является изучение языков и диалектов Испании. Обнаружил и опубликовал словарь испано-цыганского языка XVIII века.

## Сочинения
- The Carian Language (Leiden-Boston: Brill, 2007)
- Protosabelio, oscoumbro, sudpiceno, Barcelona: PPU, 1992
- Un vocabulario gitano-español del Marqués de Sentmenat (1697—1762). Edición y análsis lingüístico, Barcelona: Edicions UB, 2002
- Séneca el Viejo. Controversias y Suasorias (Gredos: Madrid, 2005) fet en col·laboració amb Esther Artigas i Alejandra de Riquer.